# Firaja
Firaja (albanska: Firaja, serbiska: Firaja) är en by i Kosovo. Den ligger i kommunen Shtërpca. Enligt den senaste folkräkningen år 2011 fanns det 1 103 invånare.

## Demografi
| Demografi | 2011 |
| --------- | ---- |
| albaner   | 1103 |